# Bote Baku
Bote Nzuzi Baku (Maguncia, Renania-Palatinado, 8 de abril de 1998), conocido como Ridle Baku, es un futbolista alemán. Juega de defensa y centrocampista y su equipo es el R. B. Leipzig de la 1. Bundesliga alemana.

## Trayectoria

### Mainz 05
Formado en las inferiores del 1. FSV Maguncia 05, debutó con el filial el 30 de julio de 2017 en la victoria por 3-0 sobre el FSV Fráncfort en la Regionalliga Südwest.
Formó parte del primer equipo del Maguncia 05 desde la temporada 2017-18, y debutó el 19 de diciembre de 2017 en la victoria por 3-1 ante el VfB Stuttgart en la Copa de Alemania.
El 1 de octubre de 2020 fue traspasado al VfL Wolfsburgo. Allí estuvo cuatro temporadas y media, en las que marcó veinte goles en 166 partidos, y en enero de 2025 se marchó al R. B. Leipzig.

## Selección nacional
Tiene descendencia congoleña. Fue internacional en categorías inferiores con la selección de Alemania ante de debutar con la absoluta el 11 de noviembre de 2020 en un amistoso ante República Checa.

## Estadísticas
Actualizado al último partido disputado el 17 de mayo de 2025.
| Club                                                                                            | Div.          | Temporada     | Liga  | Liga  | Copas nacionales(1) | Copas nacionales(1) | Copas internacionales(2) | Copas internacionales(2) | Total | Total |
| Club                                                                                            | Div.          | Temporada     | Part. | Goles | Part.               | Goles               | Part.                    | Goles                    | Part. | Goles |
| ----------------------------------------------------------------------------------------------- | ------------- | ------------- | ----- | ----- | ------------------- | ------------------- | ------------------------ | ------------------------ | ----- | ----- |
| 1. FSV Maguncia 05 II · Alemania                                                                | 4.ª           | 2017-18       | 26    | 1     | ―                   | ―                   | ―                        | ―                        | 26    | 1     |
| 1. FSV Maguncia 05 II · Alemania                                                                | 4.ª           | 2018-19       | 1     | 0     | ―                   | ―                   | ―                        | ―                        | 1     | 0     |
| 1. FSV Maguncia 05 II · Alemania                                                                | Total club    | Total club    | 27    | 1     | 0                   | 0                   | 0                        | 0                        | 27    | 1     |
| 1. FSV Maguncia 05 · Alemania                                                                   | 1.ª           | 2017-18       | 3     | 2     | 1                   | 0                   | ―                        | ―                        | 4     | 2     |
| 1. FSV Maguncia 05 · Alemania                                                                   | 1.ª           | 2018-19       | 15    | 0     | 1                   | 0                   | ―                        | ―                        | 16    | 0     |
| 1. FSV Maguncia 05 · Alemania                                                                   | 1.ª           | 2019-20       | 30    | 1     | 1                   | 0                   | ―                        | ―                        | 31    | 1     |
| 1. FSV Maguncia 05 · Alemania                                                                   | 1.ª           | 2020-21       | 2     | 0     | 1                   | 0                   | ―                        | ―                        | 3     | 0     |
| 1. FSV Maguncia 05 · Alemania                                                                   | Total club    | Total club    | 50    | 3     | 4                   | 0                   | 0                        | 0                        | 54    | 3     |
| VfL Wolfsburgo · Alemania                                                                       | 1.ª           | 2020-21       | 32    | 6     | 3                   | 0                   | ―                        | ―                        | 35    | 6     |
| VfL Wolfsburgo · Alemania                                                                       | 1.ª           | 2021-22       | 34    | 3     | 1                   | 1                   | 6                        | 1                        | 41    | 5     |
| VfL Wolfsburgo · Alemania                                                                       | 1.ª           | 2022-23       | 33    | 5     | 3                   | 0                   | ―                        | ―                        | 36    | 5     |
| VfL Wolfsburgo · Alemania                                                                       | 1.ª           | 2023-24       | 33    | 1     | 3                   | 1                   | ―                        | ―                        | 36    | 2     |
| VfL Wolfsburgo · Alemania                                                                       | 1.ª           | 2024-25       | 15    | 2     | 3                   | 0                   | ―                        | ―                        | 18    | 2     |
| VfL Wolfsburgo · Alemania                                                                       | Total club    | Total club    | 147   | 17    | 13                  | 2                   | 6                        | 1                        | 166   | 20    |
| R. B. Leipzig · Alemania                                                                        | 1.ª           | 2024-25       | 19    | 2     | 2                   | 0                   | ―                        | ―                        | 21    | 2     |
| R. B. Leipzig · Alemania                                                                        | Total club    | Total club    | 19    | 2     | 2                   | 0                   | 0                        | 0                        | 21    | 2     |
| Total carrera                                                                                   | Total carrera | Total carrera | 243   | 23    | 19                  | 2                   | 6                        | 1                        | 268   | 26    |
| (1) Incluye datos de la Copa de Alemania. (2) Incluye datos de la Liga de Campeones de la UEFA. |               |               |       |       |                     |                     |                          |                          |       |       |

## Palmarés

### Títulos internacionales
| Título          | Club (*)        | Sede                | Año  |
| --------------- | --------------- | ------------------- | ---- |
| Eurocopa Sub-21 | Alemania sub-21 | Hungría · Eslovenia | 2021 |

(*) Incluyendo la selección.